# Sergej Borisovitsj Krylov
Sergej Borisovitsj Krylov (Russisch: Сергей Борисович Крылов) (Sint-Petersburg, 13 januari [O.S. 1 januari] 1888 - Moskou, 24 november 1958) was een Russisch rechtsgeleerde, diplomaat en rechter. Hij was hoogleraar en stelde 200 wetenschappelijke publicaties samen op het gebied van internationaal recht. Hij vertegenwoordigde zijn land tijdens verschillende internationale conferenties. Hij was kortstondig rechter van het Internationale Gerechtshof.

## Levensloop
Krylov voltooide zijn studie rechten in 1910 aan de Staatsuniversiteit van Sint-Petersburg en richtte zich daarna op wetenschappelijk werk. In 1914 onderbrak hij zijn loopbaan om als soldaat te dienen in de Eerste Wereldoorlog, tot hij in 1916 gewond uitviel. Daarna vervolgde hij zijn wetenschappelijk werk aan de universiteit en was hij onder meer docent staatsrecht en internationaal recht. In 1930 behaalde hij zijn doctoraat. In de jaren dertig onderwees hij aan het Sovjetinstituut voor Bouw en Recht in Leningrad (Sint-Petersburg) en in 1938 werd hij hoogleraar in internationaal recht.
Tijdens de Tweede Wereldoorlog werd Krylov in 1942 van het belegerde Leningrad naar Koejbysjev (Samara) geëvacueerd. Hetzelfde jaar kwam hij in dienst van het Ministerie van Buitenlandse Zaken, waarvoor hij nog tijdens de oorlog deelnam aan meerdere internationale onderhandelingen. Onder meer ondertekende hij als een van de gevolmachtigde vertegenwoordigers het Handvest van de Verenigde Naties op 26 juni 1945 in San Francisco.
In 1946 werd Krylov als eerste Sovjet-Rus gekozen tot rechter van het nieuw opgerichte Internationale Gerechtshof in Den Haag. Dit ambt bekleedde hij tot 1952. Van 1954 tot 1956 maakte hij deel uit van de Commissie voor Internationaal Recht van de Verenigde Naties.
Ook in de jaren veertig en vijftig bleef Krylov naast zijn diplomatieke loopbaan doceren. Van 1943 tot aan zijn dood in 1958 was hij hoogleraar en bezette hij de leerstoel voor internationaal recht aan het Moskouse Staatsinstituut voor Internationaal Recht. In 1947 werd hij lid van het Institut de Droit International en hield hij in de tijd erna een serie van lezingen in het Frans aan het Haagsche Academie voor Internationaal Recht.
Bij elkaar stelde Krylov 200 wetenschappelijke publicaties samen over verschillende aspecten van het internationaal recht, waaronder over het luchtvaartrecht en het internationale privaatrecht.
- Gemeinsame Normdatei: 129458538
- International Standard Name Identifier: 0000 0001 1041 1813
- Library of Congress Control Number: nr94033770
- Nationale Bibliotheek van Letland: 000124934
- Nationale Bibliotheek van Tsjechië: uk2017949207
- Nederlandse Thesaurus van Auteursnamen: 069477752
- Virtual International Authority File: 15848970
- WorldCat: E39PBJhGV9HX3gYbycWCKXVcT3